# Thorsten
Thorsten ist ein männlicher Vorname.

## Herkunft und Bedeutung des Namens
Der Name Thorsten stammt aus dem Nordgermanischen und ist zusammengesetzt aus den Wortteilen Thor (dem germanischen Gott des Donners) und dänisch/schwedisch sten ‚Stein‘. Damit kann man den Namen frei mit Thors Stein, Thors Hammer, Thors Axt oder so (stein)hart wie Thor übersetzen.
Thor und insbesondere der Thorhammer galten in Skandinavien während der lang anhaltenden Bekehrung durch das Christentum noch lange als Bekenntnis zur alten Tradition und zum Heidentum.

## Verbreitung
Þorsteinn als moderne isländische Form des Namens gehörte 2011 zu den 30 beliebtesten Namen in Island.
In Deutschland seit 1950 nicht mehr ungewöhnlich, gehörte Thorsten zwischen 1960 und 1980 zu den häufigsten Vornamen. Seit ca. 1985 ist dieser Jungenname nicht mehr modern.

## Varianten und ähnliche Namen
- Torsten, Thorsten, Torston
- Thurstan
- Tostain, Toustain, Toutain (französische Nachnamen)
- Thorstein, Torstein (norwegisch), Þorsteinn, Þórsteinn (Thorsteinn, isländisch), alt Þórstæinn[5]
- Торстен „Torsten“ (bulgarisch)
- Dustin (englisch)

## Verwandte Namen mit demThor-Bestandteil
Thoram, T[h]orben, T[h]orbjö/ørn, T[h]orolf, T[h]orw/vald, T[h]orfinn

## Namenstag
- 8. Januar, nach Thorfinn († 8. Januar 1285), Bischof im mittelalterlichen Norwegen
- 23. Februar
- 19. September
- 23. Dezember

## Bekannte Namensträger

### Thurstan
- Thurstan († 1140), Erzbischof von York
- Thurstan Shaw (1914–2013), britischer Afrikaarchäologe

### Thurston
- Thurston Moore (* 1958), US-amerikanischer Gitarrist und Sänger

### Thorstein, Thorsteinn und Torstein
- Thorstein Aaby (1971–2007), norwegischer Gitarrist
- Thorstein Diesen (1862–1925), norwegischer Rechtsanwalt, Politiker, Redakteur und Journalist
- Thorstein Elias Hjaltelin (1771–1817), isländischer Miniaturen- und Landschaftsmaler
- Thorstein Veblen (1857–1929), US-amerikanischer Ökonom und Soziologe
- Thorsteinn Einarsson (* 1996), österreichisch-isländischer Musiker
- Torstein Raaby (1920–1964), norwegischer Widerstandskämpfer und Teilnehmer der Kon-Tiki-Expedition 1947

### Thorsten
- Thorsten Bauer (* 1977), deutscher Fußballspieler
- Thorsten Becker (Schriftsteller) (* 1958), deutscher Schriftsteller
- Thorsten Becker (Fußballspieler) (* 1980), deutscher Fußballspieler
- Thorsten Becker (Geophysiker), Geophysiker
- Thorsten Boer (* 1968), deutscher Fußballspieler
- Thorsten Burkhardt (* 1981), deutscher Fußballspieler
- Thorsten Dominik (* 1977), deutscher Ringer
- Thorsten Eppert (* 1972), deutscher Fernsehmoderator
- Thorsten Faas (* 1975), deutscher Politikwissenschaftler
- Thorsten Feller (* 1973), deutscher Schauspieler, Sänger und Fotomodell
- Thorsten Fink (* 1967), deutscher Fußballspieler
- Thorsten Gimmler (* 1966), deutscher Autor von Brett- und Kartenspielen
- Thorsten Grasshoff (* 1969), deutscher Schauspieler
- Thorsten Michael Haub (* 1968), deutscher Schachspieler
- Thorsten Heise (* 1969), deutscher Neonazi
- Thorsten Hennig-Thurau (* 1967), deutscher Wirtschaftswissenschaftler
- Thorsten Hohmann (* 1979), deutscher Poolbillardspieler
- Thorsten Judt (* 1971), deutscher Fußballspieler
- Thorsten Kausch (* 1973), deutscher Politiker (CDU)
- Thorsten Kinhöfer (* 1968), deutscher Fußballschiedsrichter
- Thorsten Kirschbaum (* 1987), deutscher Fußballspieler
- Thorsten Köhler (* 1978), deutscher Schauspieler
- Thorsten Krämer (* 1971), deutscher Schriftsteller
- Thorsten Krohn (* 1965), deutscher Schauspieler
- Thorsten Langer (* 1971), belgischer Biathlet
- Thorsten Larbig (* 1964), deutscher Pianist und Maler
- Thorsten Laussch (* 1964), deutscher Schauspieler und Moderator
- Thorsten Legat (* 1968), deutscher Fußballspieler
- Thorsten Lehr (* 1977), deutscher Pharmazeut und Hochschullehrer
- Thorsten Leibenath (* 1975), deutscher Basketball-Trainer
- Thorsten Link (* 1964), deutscher Fernsehmoderator, Fernsehredakteur und Filmautor
- Thorsten Lipinski (* 1969), deutscher Fantasy- und Science-Fiction-Autor
- Thorsten Lorenz (* 1954), deutscher Professor für Medienpädagogik
- Thorsten Mäder (* 1969), deutscher Organist, Dirigent und Hochschullehrer
- Thorsten Marx (* 1968), deutscher Marineoffizier
- Thorsten Nagelschmidt (* 1976), deutscher Rocksänger und Liedtexter
- Thorsten Nehrbauer (* 1978), deutscher Fußballspieler
- Thorsten Nickel (* 1966), deutscher Schauspieler und Kampfsportler
- Thorsten Nindel (* 1964), deutscher Schauspieler
- Thorsten Nordenfelt (1842–1920), schwedischer Waffenkonstrukteur und Geschäftsmann
- Thorsten Passfeld (* 1975), deutscher Maler, Bildhauer, Bühnenbildner, Trickfilmer, Autor und Musiker
- Thorsten Prenzler (* 1971), deutscher Politiker
- Thorsten Probost (* 1973), deutscher Koch
- Thorsten Schäfer-Gümbel (* 1969), deutscher Politiker und Abgeordneter des Hessischen Landtags
- Thorsten Schatz (* 1968), deutscher Journalist und Autor
- Thorsten Schaubrenner (* 1968), deutscher Journalist und Fernsehmoderator
- Thorsten Schick (Politiker) (* 1971), deutscher Politiker (CDU)
- Thorsten Schick (Fußballspieler) (* 1990), österreichischer Fußballspieler
- Thorsten Schmid (* 1971), deutscher Handballtrainer
- Thorsten Schmidt (Autor) (* 1961), deutscher Autor und Verleger
- Thorsten Schmidt (Intendant) (* 1962), deutscher Intendant
- Thorsten Schmidt (Verleger) (* 1965), deutscher Verleger, Publizist und Fotograf
- Thorsten Schmidt (Regisseur) (* 1969), deutscher Regisseur
- Thorsten Schmidt (Ruderer) (* 1978), deutscher Ruderer
- Thorsten Ingo Schmidt (* 1972), deutscher Rechtswissenschaftler und Hochschullehrer
- Thorsten Schmitt (* 1975), deutscher Nordischer Kombinierer
- Thorsten Schmitz (* 1966), deutscher Journalist
- Thorsten Schoen (* 1972), deutscher Beachvolleyballspieler
- Thorsten Schorn (* 1976), deutscher Radio- und Fernsehmoderator
- Thorsten Schriever (* 1976), deutscher Fußballschiedsrichter
- Thorsten Schröder (* 1967), deutscher Journalist und Moderator
- Thorsten Schütz (* 1971), deutscher Generalarzt
- Thorsten Storm (* 1964), deutscher Handballspieler und -funktionär
- Thorsten Stuckmann (* 1981), deutscher Fußballtorhüter
- Thorsten Tornow (* 1963), deutscher Schriftsteller
- Thorsten Trantow (* 1975), deutscher Cartoonist
- Thorsten Walther (* 1972), deutscher Fußballspieler
- Thorsten Weckherlin (* 1962), deutscher Theaterregisseur
- Thorsten Weidner (* 1967), deutscher Fechter
- Thorsten Wingenfelder (* 1966), deutscher Gitarrist und Songschreiber
- Thorsten Winkelmann (* 1981), deutscher Politikwissenschaftler
- Thorsten Wittek (* 1976), deutscher Fußballspieler
- Thorsten Wolf (* 1965), deutscher Schauspieler und Kabarettist
- Thorsten Zacharias (* 1965), deutscher Handballschiedsrichter
- Thorsten Zirkel (* 1977), deutscher Quizspieler

### Torsten
- Torsten Abeln (* 1970), deutscher Fußballspieler
- Torsten Albig (* 1963), deutscher Politiker (SPD)
- Torsten Ankert (* 1988), deutscher Eishockeyspieler
- Torsten Bittermann (* 1968), deutscher Fußballspieler
- Torsten Buchsteiner (* 1964), deutscher Schauspieler und Dramatiker
- Torsten Carleman (1892–1949), schwedischer Mathematiker
- Torsten Carlius (1939–2005), schwedischer Sportfunktionär
- Torsten Conradi (* 1956), deutscher Schiffbauingenieur und Regatta- und Tourensegler
- Torsten Dechert (* 1966), deutscher Schlagzeuger
- Torsten Engel (* 1963), deutscher Journalist
- Torsten Engelage (* 1981), österreichischer SJÖ-Vorsitzender
- Torsten Fenslau (1964–1993), deutscher DJ und Musikproduzent
- Torsten Fließbach (* 1944), deutscher Physiker
- Torsten Friedrich (* 1971), deutscher Handballspieler
- Torsten Frings (* 1976), deutscher Fußballspieler
- Torsten Geerdts (* 1963), deutscher Politiker (CDU)
- Torsten Goods (* 1980), deutscher Jazzmusiker
- Torsten Gutsche (* 1968), deutscher Kanute
- Torsten Gütschow (* 1962), deutscher Fußballspieler
- Torsten Hägerstrand (1916–2004), schwedischer Geograph
- Torsten Harmsen (* 1961), deutscher Journalist und Schriftsteller
- Torsten Haß (* 1970), deutscher Bibliothekar und Schriftsteller
- Torsten Hebel (* 1965), deutscher Moderator, Kabarettist und Evangelist
- Torsten Herbst (* 1973), deutscher Politiker (FDP)
- Torsten Hiekmann (* 1980), deutscher Radrennfahrer
- Torsten Jansen (* 1976), deutscher Handballspieler
- Torsten Jülich (* 1974), deutscher Fußballspieler
- Torsten Kirchherr (* 1966), deutscher Tischtennisspieler
- Torsten Knabel (* 1980), österreichischer Fußballspieler
- Torsten Knippertz (* 1970), deutscher Schauspieler und Moderator
- Torsten Koplin (* 1962), deutscher Politiker (PDS, Linke)
- Torsten Körber (* 1965), deutscher Jurist und Rechtswissenschaftler
- Torsten Körner (* 1965), deutscher Journalist, Dokumentarfilmer und Autor
- Torsten Kracht (* 1967), deutscher Fußballspieler
- Torsten Krause (* 1981), deutscher Politiker (Linke)
- Torsten Laen (* 1979), dänischer Handballspieler und -trainer
- Torsten Lamprecht (1968–1992), Opfer rechtsextremer Gewalttat
- Torsten Laux (* 1965), deutscher Organist und Musikpädagoge
- Torsten Lemmer (* 1970), deutscher Politiker, Verleger und Musiker
- Torsten Lieberknecht (* 1973), deutscher Fußballspieler
- Torsten Lindberg (1917–2009), schwedischer Fußballspieler, -trainer und Tischtennisspieler
- Torsten Marold (* 1962), deutscher Spieleautor
- Torsten May (* 1969), deutscher Profi-Boxer und Boxtrainer
- Torsten Michaelis (1961–2025), deutscher Schauspieler und Synchronsprecher
- Torsten Michel (* 1977), deutscher Koch, mit drei Michelin-Sternen ausgezeichnet
- Torsten Müller (Agrarwissenschaftler) (* 1961), deutscher Agrarwissenschaftler
- Torsten Müller (Musiker) (* 1957), deutscher Musiker
- Torsten Münchow (* 1965), deutscher Schauspieler und Synchronsprecher
- Torsten Oehrl (* 1986), deutscher Fußballspieler
- Torsten Ohlow, deutscher Eiskunstläufer
- Torsten Peplow (* 1966), deutscher Fußballspieler und -trainer
- Torsten Persson (* 1954), schwedischer Ökonom
- Torsten Rasch (* 1965), deutscher Komponist
- Torsten Reuter (* 1982), deutscher Fußballspieler
- Torsten Sasse (* 1963), deutscher Dokumentarfilmer und Autor
- Torsten Scheibler (* 1971), deutscher Judo- und Sumo-Sportler
- Torsten Schmidt (Radsportler) (* 1972), deutscher Radrennfahrer und Radsporttrainer
- Torsten Schmidt (Leichtathlet) (* 1974), deutscher Leichtathlet und Leichtathletiktrainer
- Torsten Schmitz (* 1964), deutscher Amateur-Boxer und Boxtrainer
- Torsten Schulz (* 1959), deutscher Drehbuchautor
- Torsten Spanneberg (* 1975), deutscher Schwimmer
- Torsten Stålhandske (1594–1644), schwedischer General
- Torsten Stein (1944–2024), deutscher Rechtswissenschaftler, Hochschullehrer
- Torsten Stoll (* 1964), deutscher Schauspieler
- Torsten Sträter (* 1966), deutscher Schriftsteller, Komiker
- Torsten Sümnich (* 1973), deutscher Fußballspieler
- Torsten Svensson (1901–1954), schwedischer Fußballspieler
- Torsten Toeller (* 1966), deutscher Unternehmer
- Torsten Traub (* 1975), deutscher Fußballspieler
- Torsten Voss (* 1963), deutscher Leichtathlet und Bobsportler
- Torsten Wagner (* 1964), deutscher Ringer
- Torsten Warnecke (* 1962), deutscher Politiker (SPD)
- Torsten N. Wiesel (* 1924), schwedischer Neurobiologe
- Torsten Wilholt (* 1973), deutscher Philosoph
- Torsten de Winkel (* 1965), deutscher Jazzmusiker und Komponist
- Torsten Wohlert (* 1965), deutscher Fußballspieler
- Torsten Wolfgramm (1936–2020), deutscher Politiker (FDP)
- Torsten Wustlich (* 1977), deutscher Rennrodler
- Torsten Ziegner (* 1977), deutscher Fußballspieler

### Familienname
- Olaf Torsten (1921–1996), deutscher Schauspieler
- Erich Wilhelm Torsten (1926–2012), Bildhauer, Innenarchitekt und Maler
- William Thurston (1946–2012), US-amerikanischer Mathematiker

### Künstlername
- Malte Thorsten (* 1951), deutscher Schauspieler